# Liên Quan
Liên Quan là thị trấn huyện lỵ của huyện Thạch Thất, thành phố Hà Nội, Việt Nam.
Thị trấn Liên Quan có diện tích 2,96 km², dân số năm 2021 là 8.997 người, mật độ dân số đạt 3.039 người/km².

## Hành chính
Thị trấn Liên Quan được chia thành 5 tổ dân phố: Chi Quan, Đồng Cam, Phú Tân, Đụn Dương, Phố Săn.

## Lịch sử
Thị trấn Liên Quan được thành lập năm 1994 trên cơ sở giải thể xã Liên Quan.